# 日本動畫 (企業)
日本動畫株式會社（日本アニメーション株式会社）成立於1975年6月3日，前身為瑞鷹，由當時瑞鷹的社長本橋浩一代表成立，該公司以製作世界名作劇場而聞名於世。
除了“世界名作劇場”之外，尤其擅長在歐美舞台設置動畫，這種趨勢一直持續到《風中少女 金髮珍妮》(1992年)。但是，自1993年以來，在欧美沒有設置的動畫或基於漫畫的動畫已成為該公司的許多作品。
1990年至1992年的原作漫畫改編《櫻桃小丸子》首次在電視上播出後，獲得廣大熱烈迴響。1995年第二次動畫化開始，與SHIN-EI動畫的《蠟筆小新》共同成為日本長壽國民動畫播出至今。
該企業原文名為，而非全漢字詞的，後者1948年成立，1952年改名為日動映画，為东映动画的前身，與前者並無任何關係。

## 相關作品
有關世界名作劇場的作品，請參閱世界名作劇場。

### 世界名作劇場系列
電視動画
- 龍龍與忠狗（フランダースの犬，1975年）
- 萬里尋親記（母をたずねて三千里，1976年）
- 浣熊拉斯卡爾（あらいぐまラスカル，1977年）
- 佩琳物語（ペリーヌ物語，1978年）
- 清秀佳人（赤毛のアン，1979年）
- 湯姆歷險記（トム・ソーヤーの冒険，1980年）
- 家族魯賓遜漂流記 不可思議之島的芙蘿拉（家族ロビンソン漂流記 ふしぎな島のフローネ，1981年）
- 南方彩虹的露西（南の虹のルーシー，1982年）
- 阿爾卑斯物語 我的安妮特（アルプス物語 わたしのアンネット，1983年）
- 牧場上的少女卡特莉（牧場の少女カトリ，1984年）
- 小公主莎拉（小公女セーラ，1985年）
- 愛少女波麗安娜物語（愛少女ポリアンナ物語，1986年）
- 愛的小婦人物語（愛の若草物語，1987年）
- 小公子西迪（小公子セディ，1988年）
- 彼得潘的冒險（ピーターパンの冒険，1989年）
- 長腿叔叔（私のあしながおじさん，1990年）
- 崔普一家物語（トラップ一家物語，1991年）
- 大草原上的小天使 灌叢嬰猴（大草原の小さいな天使 ブッシュベイビー，1992年）
- 小婦人物語 南與喬老師（若草物語 ナンとジョー先生，1993年）
- 七海的堤可（七つの海のティコ，1994年）
- 羅密歐的藍天（ロミオの青い空，1995年）
- 名犬萊西（名犬ラッシー，1996年）
- 無家可歸的孩子蕾米（家なき子レミ，1996年－1997年）
- 悲慘世界 少女珂賽特（レ・ミゼラブル 少女コゼット，2007年）
- 波菲的漫長旅程（ポルフィの長い旅，2008年）
- 你好 安妮 ～Before Green Gables（こんにちは アン 〜Before Green Gables，2009年）

劇場版動画
- THE DOG OF FLANDERS（日语：フランダースの犬 (アニメ)#劇場映画版）（1997年）（龍龍與忠狗（フランダースの犬））
- MACRO萬里尋母記（母をたずねて三千里MARCO，1999年）（萬里尋親記（母をたずねて三千里））

### 電視動畫

#### 1970年到1979年
- 北海小英雄（Vicky The Viking，1974年）（製作：53至78集）
- 瑪雅歷險記（日语：みつばちマーヤの冒険）（1975年－1976年）
- 天方夜譚（アラビアンナイト シンドバットの冒険，1975年－1976年）
- 草原少女蘿拉（草原の少女ローラ，1975年－1976年）
- 皮科里諾的冒險（日语：ピコリーノの冒険）（1976年－1977年）
- 小璐璐（日语：リトル・ルルとちっちゃい仲間）（1976年－1977年）
- 無敵飛天俠（ブロッカー軍団IV マシーンブラスター，1976年－1977年，協力製作：PRODUCTION REED）
- 大飯桶（日语：ドカベン）（1976年－1979年）
- 排球英雌（あしたへアタック!，1977年）
- 超合體魔術機器人（超合体魔術ロボ ギンガイザー，1977年，與PRODUCTION REED共同製作）
- 西頓動物記：頑皮熊（日语：シートン動物記 くまの子ジャッキー）（1977年）
- 好小子 (漫畫)（日语：おれは鉄兵）（1977年）
- 小婦人的夏洛特（日语：若草のシャルロット）（1977年－1978年）
- 女王陛下的小天使（日语：女王陛下のプティアンジェ）（1977年－1978年，協力製作：PRODUCTION REED）
- 野球狂之詩（日语：野球狂の詩）（1977年－1978年）
- 未來少年柯南（未来少年コナン，1978年）
- 一球（日语：一球さん）（1978年）
- 窈窕淑女（はいからさんが通る，1978年－1979年）
- 西頓動物記：小松鼠斑斑（シートン動物記 りすのバナー，1979年）
- 小熊米沙（こぐまのミーシャ，1979年－1980年）

#### 1980年到1989年
- 天才小釣手（釣りキチ三平，1980年－1982年）
- 愛的教育（愛の学校クオレ物語，1981年）
- 賣氣球的銅鑼太郎（日语：フーセンのドラ太郎）（1981年）
- 狗狗三劍士（日语：ワンワン三銃士）（1981年－1982年）
- 咪姆（ミームいろいろ夢の旅，1983年－1985年）
- 愛麗絲夢遊仙境（ふしぎの国のアリス，1983年－1984年）
- 漫畫伊索故事（日语：まんがイソップ物語 (テレビアニメ)）（1983年）
- 不可思議無尾熊（日语：ふしぎなコアラブリンキー）（1984年）
- 奔奔（1985年－1986年）
- 宇宙船射手號（日语：宇宙船サジタリウス）（1986年－1987年）
- 青春動畫全集（日语：青春アニメ全集）（1986年）
- 環遊世界八十天（アニメ80日間世界一周，1987年）
- 格林名作劇場（グリム名作劇場，1987年－1988年）
- Topo Gigio（日语：トッポ・ジージョ）（1988年）
- 新格林名作劇場（新グリム名作劇場，1988年－1989年）
- 森林王子 少年毛克利（ジャングルブック 少年モーグリ，1989年－1990年）

#### 1990年到1999年
- 櫻桃小丸子（ちびまる子ちゃん，第一次動畫化：1990年－1992年；第二次動畫化：1995年－）
- 七海遊龍（ピグマリオ，1990年－1991年）
- 意甲小旋風（日语：燃えろ!トップストライカー）（1991年－1992年）
- 蜜柑繪日記（みかん絵日記，1992年－1993年）
- 南國少年奇小邪（南国少年パプワくん，1992年－1993年）
- 風中少女 金髮珍妮（風の中の少女 金髪のジェニー，1992年－1993年）
- 家有恐龍（ムカムカパラダイス，1993年－1994年）
- 家有賤狗（平成イヌ物語バウ，1993年－1994年）
- 魔天戰神（ヤマトタケル，1994年）
- 飛天少女豬（とんでぶーりん，1994年－1995年）
- 咕嚕咕嚕魔法陣（魔法陣グルグル，第一部：1994年；第二部：2000年）
- 酷媽寶貝蛋（ママはぽよぽよザウルスがお好き，1995年）
- 天才小魚郎（スーパーフィッシング グランダー武蔵，第一部：1997年；第二部：1998年）
- 中華一番（中華一番!，1997年－1998年）
- 櫻桃子劇場 可吉可吉（さくらももこ劇場 コジコジ，1997年）
- 開花天使（花さか天使テンテンくん，1998年－1999年）
- 網路安琪兒（コレクター・ユイ，第一部：1999年；第二部：2000年）
- Hunter × Hunter（ハンター×ハンター，1999年－2001年）

#### 2000年以後
- 神鵰俠侶（神鵰侠侶 コンドルヒーロー，2001年，僅第一作）
- 飆悍射將（ハングリーハート WILD STRIKER，2002年－2003年）
- 奇幻旅程（ファンタジックチルドレン，2004年）
- 完美小姐進化論（ヤマトナデシコ七変化，2006年－2007年）
- 西洋骨董洋菓子店（西洋骨董洋菓子店～アンティーク～，2008年，與白組共同製作）
- 非常辣妹（ヒャッコ，2008年）
- 卡露露與不可思議之塔（日语：カルルとふしぎな塔）（2010年）
- 噴嚏大魔王2020（ハクション大魔王2020，2020年，與龍之子製作共同製作）
- 燒窯的話也要馬克杯系列（やくならマグカップも，2021年）
- Love All Play（ラブオールプレー，2022年，與OLM共同製作）
- 藍色管弦樂（青のオーケストラ，2023年）

### 電影動畫
- 未來少年柯南（末来少年コナン，1979年，東映）
- 超人洛克（日语：超人ロック）（1984年，松竹）
- 櫻桃小丸子：友情歲月（日语：ちびまる子ちゃん (映画)）（1990年，東寶）
- 櫻桃小丸子：我喜歡的歌（ちびまる子ちゃん わたしの好きな歌，1992年，東寶）
- トトイ（1992年）
- 家有賤狗 原始家有賤狗（平成イヌ物語バウ 原始イヌ物語バウ，1994年，東映）
- 邦ちゃんの一家ランラン（日语：欽ちゃんのシネマジャック）（1994年，東寶）
- 魔法提琴手（ハーメルンのバイオリン弾き，1996年）
- 劇場版 咕嚕咕嚕魔法陣（劇場版 魔法陣グルグル，1996年，松竹富士）
- 羅德的紋章（ドラゴンクエスト列伝 ロトの紋章，1996年）
- 櫻桃小丸子：來自義大利的少年（ちびまる子ちゃん イタリアから来た少年，2015年，東寶）
- 辛巴達 (2015年電影)（日语：シンドバッド (2015年の映画)）（2015年～2016年）
- 劇場版 窈窕淑女（劇場版 はいからさんが通る，2017年～2018年，日本華納家庭娛樂）

### OVA
| 中文名稱                   | 日文名稱                   | 首次發行時間                   |
| -------------------------- | -------------------------- | ------------------------------ |
| 超人洛克                   |                            | 1989年10月25日－1989年12月16日 |
| 超人洛克 新世界戰隊        |                            | 1991年8月22日－1991年10月24日  |
| JUNGLE WARS                |                            | 1991年2月                      |
| 我是國王                   |                            | 1996年10月21日                 |
| HUNTER×HUNTER              | HUNTER×HUNTER              | 2002年1月17日－4月17日         |
| 男男罪遊記                 |                            | 2002年3月29日－7月26日         |
| HUNTER×HUNTER GREED ISLAND | HUNTER×HUNTER GREED ISLAND | 2003年2月5日－4月16日          |
| HUNTER×HUNTER G·I Final    | HUNTER×HUNTER G·I Final    | 2004年3月3日－8月18日          |

### 網路動畫
- （2008年3月）

### 其它
- （2007年1月27日，富士電視台節目avant-title（日语：アバンタイトル）動畫）

## 相關人物
- 本橋浩一（故人，日本動畫創立人、前代表董事社長）
- 中島順三（日语：中島順三）（公司創立參與人）
- 宮崎駿
- 高畑勳
- 森康二（日语：森康二）
- 小田部羊一
- 遠藤政治（日语：遠藤政治）
- 佐藤好春（日语：佐藤好春）

- 島津裕行
- 楠葉宏三
- 關修一（日语：関修一）
- 加藤裕美
- 中西伸彰
- 本橋壽一
- 別所孝治（日语：別所孝治）
- 小竿俊一

## 相關項目
- 瑞鷹 (動畫製作公司)（日语：瑞鷹 (アニメ製作会社)）
- 葦Production（現在改名PRODUCTION REED）
- Frame Pot（日语：フレームポット）
- 電通關西支社
- 日本動畫工作室列表
- 北海道文化放送－東京支社社內辦公室。

## 外部連結
- 日本動畫官網（日文版） （页面存档备份，存于）
  - 日本動畫官網（英文版） （页面存档备份，存于）
- 日本動畫官網線上SHOP （日語）